# Rians (Cher)
Rians is een gemeente in het Franse departement Cher (regio Centre-Val de Loire). De plaats maakt deel uit van het arrondissement Bourges. Rians telde op 1 januari 2022 962 inwoners.

## Geografie
De oppervlakte van Rians bedroeg op 1 januari 2022 32,41 vierkante kilometer; de bevolkingsdichtheid was toen 29,7 inwoners per km².
De onderstaande kaart toont de ligging van Rians met de belangrijkste infrastructuur en aangrenzende gemeenten.

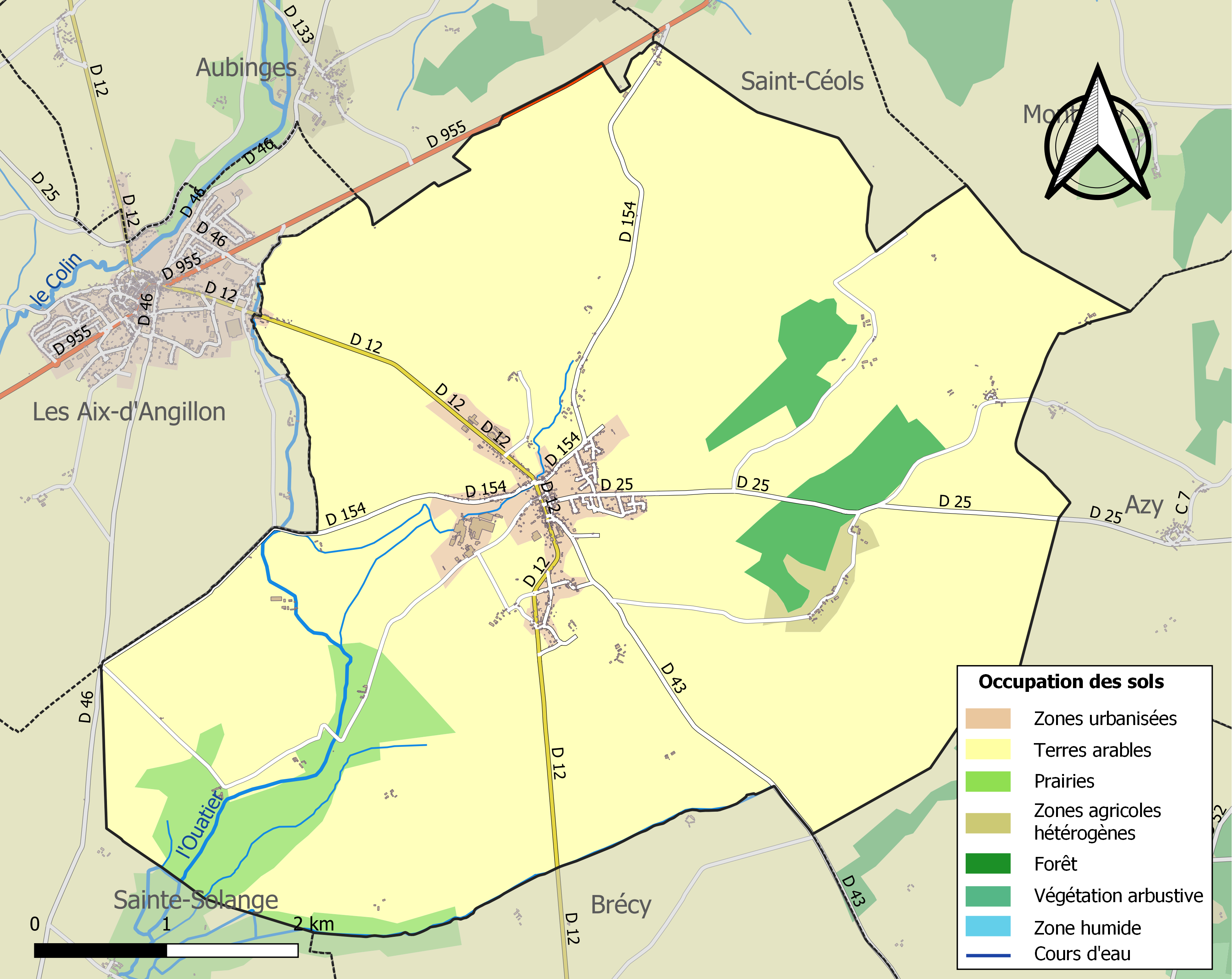

## Demografie
Onderstaande figuur toont het verloop van het inwonertal (bron: INSEE-tellingen).